# (2533) Fechtig
(2533) Fechtig est un astéroïde de la ceinture principale.

## Description
(2533) Fechtig est un astéroïde de la ceinture principale. Il fut découvert le 3 novembre 1905 à Heidelberg par Max Wolf. Il présente une orbite caractérisée par un demi-grand axe de 3,10 UA, une excentricité de 0,16 et une inclinaison de 1,6° par rapport à l'écliptique.

## Compléments